# کارلو پالام
کارلو پالام (انگلیسی: Carlo Paalam؛ زادهٔ ۱۶ ژوئیهٔ ۱۹۹۸) بوکسور اهل فیلیپین است.